# Маорийская кухня
Маори́йская кухня — совокупность кулинарных традиций новозеландского народа маори. Традиционная диета маори отличалась малым разнообразием продуктов и содержала много пищевых волокон и белка, но мало жира по сравнению с современной европейской, её называют среди факторов малого распространения неинфекционных заболеваний среди представителей этого народа. Современные маори употребляют мало фруктов и много насыщенных жиров, что приводит к повышению риска заболеваемости метаболическим синдромом и сердечно-сосудистыми заболеваниями.

## Исконные продукты
Предки маори, прибывшие на острова Новой Зеландии в XIII—XV веках, привезли с собой знакомые им продукты: батат, ямс, таро, бруссонетию и кордилину кустарниковую, однако их пришлось адаптировать на новом месте ввиду более холодного климата. Кроме того, в пищу начали употреблять местные растения: корневища папоротника рарауфе были основой маорийской диеты, также в пищу шли другие папоротники и их корневища и побеги, листья, корневища и семена пальм, листовые растения (в особенности осот шероховатый), грибы (дождевики, опята, аурикулярия густоволосистая), ягоды, фрукты и семена (Corynocarpus laevigatus, Lophomyrtus bullata, Neomyrtus и хинау).
Источником животного белка были человечина, полинезийская крыса и собака кури, моа и новозеландские гуси (до уничтожения) и другие птицы: пастушок-уэка, новозеландский плодоядный голубь, туи, утка фио, такахе и несколько видов морских птиц. Маори ели и древесных личинок (маори huhu).
Кроме того, в рацион входили дары моря: рыба, тюлени, киты, дельфины, угри, моллюски (Echyridella menziesi, Perna canalicula, Amphibola crenata, Evechinus chloroticus, пауа, Austrovenus stutchburyi, Paphies australis, Paphies ventricosa и Paphies subtriangulata), ракообразные и водоросли (Pyropia columbina и другие).
Обычным напитком выступала простая вода. При болезни употребляли разнообразные настои и тонизирующие напитки из воды с фруктами, водорослями и ягодами.
Употребление в пищу психотропных и наркотических веществ не практиковалось за исключением подготовки к битве.
- Продукты традиционного рациона маори
- Батат — основа традиционной кухни
- Папоротник рарауфе
- Осот

## Сельскохозяйственные технологии
В отличие от остальной Полинезии, в Новой Зеландии более умеренный климат, который не позволяет так же активно заниматься земледелием; из-за этого даже в самых плодородных районах культивация растений давала менее половины рациона. Маори разработали методики увеличения плодоношения: они добавляли в почву гравий, песок, раковины моллюсков и древесный уголь, а также выращивали растения в горлянках.
Рыбу ловили в особых, священных для племени местах. Рыболовство считалось мужской работой, а сбор моллюсков — женской.

## Приготовление пищи
Для готовки использовалось отдельное помещение, либо процесс происходил на открытом воздухе. Основной метод готовки — запекание в земляной печи ханги (маори hāngī). Печь состояла из ямы в земле, в которую укладывались раскалённые камни, их поливали водой для создания пара. Поверх камней располагалось мясо, затем овощи; поверх них накладывали листья или ткань, сплетённую из новозеландского льна и набрасывали землю, оставшуюся от выкапывания. Готовка в ханги занимает 2—3 часа.
Помимо ханги использовалось запекание рыбы и птицы на шампурах из веток, а также непосредственно на углях — в глине или листьях.
Маори не знали гончарного дела, поэтому для нагрева воды клали в тыквенные сосуды с ней раскалённые камни.
Одно из известных блюд — суп (или приправа) торои (маори toroi), свежие моллюски, сваренные с осотом. После освоения европейских продуктов появилось новое блюдо, «варево» (англ. boil-up): в кипящей воде варят свиные кости с мясом, осот и картофель; сверху на кастрюлю иногда выкладывают клёцки из воды и муки. Привезённая европейцами кукуруза дала начало нескольким новым блюдам: ферментированной кукурузе (маори kānga pirau), кукурузной каше с содой (маори kānga pungarehu) и десерту из варёной с бататовым пюре кукурузной крупы (маори kānga waru).
С появлением пшеничной муки маори создали три разновидности выпечки: бездрожжевой хлеб (маори rewena) на картофельной закваске, бездрожжевой хворост (маори paraoa parai), жареный в масле, а также пресную лепёшку (маори takakau).
В конце XX века традиционная пища (маори kai Māori) уступила место европейской, но приготовление пищи в ханги всё ещё используется для общественных мероприятий.
По состоянию на 2004 год 4 из 5 маори употребляли boil-up как минимум раз в год.

## Заготовки
Большие количества еды запасали впрок и для торговли. Пищу сушили на солнце, ветре или раскалённых камнях, жирную птицу консервировали в собственном жиру, рыбу и речных раков заквашивали в проточной воде.
Батат и другие продукты помещали в особые хранилища, защищённые от осадков и вредителей.

## Европейское влияние
После прибытия европейцев маорийская кухня обогатилась пшеничной мукой, свининой, бараниной, козлятиной и курятиной, картофелем, кукурузой, тыквой, морковью и капустой. Основой рациона стали свинина, осот и картофель.

## Влияние на здоровье
Многие продукты питания, входившие в обычный рацион маори, имеют лечебные свойства и богаты витаминами.
Корень кордилины южной содержит до 90 % фруктозы, в пересчёте на вес в свежем состоянии кордилина является лучшим источником легкоусваиваемых углеводов, чем сахарный тростник или сахарная свёкла
Корневище папоротника рарауфе содержит канцерогенную шикимовую кислоту и токсины-птакилозиды.
Современные пищевые привычки, заимствованные маори у европейцев, могут отрицательно влиять на здоровье представителей этого народа. Маори употребляют больше баранины, морепродуктов, рыбы в кляре, батата, кресс-салата и тыквы, чем европейцы. Традиционные продукты обычно употребляют на собраниях, хотя, согласно опросу, наиболее популярным блюдом там являются салаты, затем идут морепродукты и мясо. 13,7 % опрошенных сообщили, что на собраниях употребляют пищу из ханги, а 7 % — boil-up, причём половина опрошенных не удаляет избыток жира с мяса перед приготовлением.